# Dacus armatus
Dacus armatus är en tvåvingeart som beskrevs av Fabricius 1805. Dacus armatus ingår i släktet Dacus och familjen borrflugor. Inga underarter finns listade i Catalogue of Life.